# الحزم (الدلم)
الحزم، قرية من قرى محافظة الدلم، والتابعة لمنطقة الرياض في السعودية. وتبعد الحزم عن محافظة الدلم بمسافة تقارب (15) كم  وسكانه بني حميد من سبيع.